# Katharina Wackernagel
Katharina Wackernagel  (n. 15 octombrie 1978, Freiburg im Breisgau) este o actriță germană.

## Date biografice
Wackernagel provine dintr-o familie de actori, mama, tatăl, unchiul și chiar bunicii ei au fost actori. Ea a terminat între anii 1983 - 1996 școala în Kassel. În 1998 se mută la Berlin unde trăiește împreună din anul 2004 cu regizorul  Jonas Grosch.

## Filmografie

### Cinema
- 1999: Plätze in Städten
- 2001: Venus Talking
- 2003: Das Wunder von Bern
- 2005: Die Boxerin
- 2007: GG 19 – Deutschland in 19 Artikeln
- 2008: Der Baader Meinhof Komplex
- 2008: Polska Love Serenade
- 2008: Die Schimmelreiter
- 2009: Résiste – Aufstand der Praktikanten
- 2011: Die letzte Lüge

### Televiziune
- 1999: School’s Out I: Schrei – denn ich werde dich töten!
- 2001: School’s Out II: Die Insel der Angst
- 2002: Am Ende die Wahrheit
- 2003: Das Wunder von Lengede
- 2003: Mädchen Nr.1
- 2004: Dornröschens leiser Tod
- 2005: Die letzte Schlacht
- 2005: Die Luftbrücke – Nur der Himmel war frei
- 2005: Bettgeflüster & Babyglück
- 2006: Fünf-Sterne-Kerle inklusive
- 2006: Kommissar Stolberg – Flüchtige Begegnung
- 2006: Freundinnen fürs Leben
- 2007: Contergan
- 2007: Mein Mörder kommt zurück
- 2007: Polizeiruf 110 – Tod eines Fahnders
- 2008: Wilsberg: Interne Affären
- 2009: Vulkan
- 2009: Tatort – Borowski und die heile Welt
- 2009: Donna Leon – Wie durch ein dunkles Glas
- 2009: Stralsund – Mörderische Verfolgung
- 2010: Gier
- 2010: Ken Folletts Eisfieber
- 2010: Liebe deinen Feind
- 2010: Der Meisterdieb
- 2010: Racheengel – Ein eiskalter Plan
- 2011: Stralsund – Außer Kontrolle
- 2011: Vater Mutter Mörder
- 2012: Die Schuld der Erben
- 2012: Tatort – Keine Polizei
- 2012: Stralsund – Blutige Fährte
- 2012: Bella Block – Der Fahrgast und das Mädchen
- 2012: Die Mongolettes – Wir wollen rocken[8]
- 2012: Herbstkind
- 2012: Flemming – Der Mord des Jahrhunderts
- 2013: Das Adlon. Eine Familiensaga
- 2013: Stralsund – Tödliches Versprechen
- 2013: Jedes Jahr im Juni
- 2013: Stralsund – Freier Fall

## Premieri
- 1998: Fernsehpreis Goldener Löwe: Beste Serienschauspielerin für Tanja
- 2007: Bambi: Sonderpreis der Jury für Contergan (Benjamin Sadler, Katharina Wackernagel, Denise Marko)
- 2008: FIPA d’Or: Beste Hauptdarstellerin in der Sektion Fernsehserie/Mehrteiler Contergan; 21. Festival International de Programmes Audiovisuels, Biarritz
- 2008: Goldene Kamera: Nominierung als Beste Schauspielerin für Contergan und Mein Mörder kommt zurück
- 2008: Bayerischer Fernsehpreis: Beste Schauspielerin in der Kategorie „Fernsehfilm“ für Contergan und Mein Mörder kommt zurück
- 2008: Festival de Télévision de Monte-Carlo: Goldene Nymphe für schauspielerische Leistung in Contergan
- 2008: Deutscher Fernsehpreis: Nominierung als Beste Schauspielerin für Contergan und Mein Mörder kommt zurück
- 2008: Hessischer Fernsehpreis: Beste Darstellerin für Mein Mörder kommt zurück